# 이보영 (학원인)
이보영(1966년 4월 29일 ~ )은 대한민국의 영어 교육가이다.

## 주요 방송 이력과 소속
1988년 MBC 문화방송 라디오에서 신설된 특집 영어 교육 프로그램에 진행자로 발탁되어 영어 교육 방송 분야에 첫 입문하였으며 이후 각 방송사의 주요 영어 교육프로그램을 집필 및 진행하였고 1991년 이후 현재까지 EBS 라디오와 TV에서 주요 영어 교육 방송 프로그램의 집필과 진행을 맡아오고 있다. 또한 영어교육사업가로서 현재 (주) 셰이크앤스피크 와 (주)미소아에 소속되어 있다.
주요 방송으로는 2015년부터 2016년까지의 〈EBS FM 귀가 트이는 영어〉, 1997년부터 2013년까지의 〈EBS FM 모닝 스페셜〉, 2001년부터 2007년까지의 〈EBS 서바이벌 잉글리시〉, 2004년의 〈KBS FM Yes, I can〉 생활영어 코너 등이 있다. 현재 EBS FM Easy English  집필과 진행, Evening Special 생방송 (월요일) 진행 을 맡고 있으며 IT와 영어교육을 접목한 사업을 진행 중에 있다. 

## 학력
- 상명초등학교 졸업
- 상명여자중학교 졸업
- 수도여자고등학교 졸업
- 이화여자대학교 사범대학 영어교육학과 학사
- 한국외국어대학교 통역번역대학원 한국어영어 통역학과 석사
- 이화여자대학교 대학원 영어교육학과 박사

## 주요 경력
- 前  이화여자대학교 외국어교육특수대학원 부원장
- 前  이화여자대학교 외국어교육특수대학원 TESOL학과 조교수
- 전 이화여자대학교 영어교육과, 교육대학원 강사
- 전 이화여자대학교 언어교육원 영어강사
- 전 AIN(구. 에듀박스) 언어공학연구소 소장
- 현 (주) 미소아 대표이사
- 현 (주) 셰이크앤스피크 대표이사

## 수상 내역
- 1998년 : EBS 방송대상 라디오부문 우수진행자상
- 2000년 : 한국방송대상 라디오부문
- 2019년: 도전 한국인 대상 교육부문

## 주요 저서

### 저술
- 이보영의 맛있는영어 시리즈, 파닉스, 사이트 워드 (맛있는북스, 2023)
- 영어힐링 (다락원, 2013)
- 이보영 선생님~우리 아이 영어 어쩌죠? (예담프렌드, 2015)
- 이보영의 하루 15분 영어습관 Grammar Usage (위즈덤하우스, 2014)
- 이보영의 영어회화사전, (두산동아, 2009)
- 이보영의 120분 시리즈 (넥서스, 2002 ~ 2009) 이보영의 아주쉬운 영어일기 외 다수

### 수필
- 미국에서 살다 오셨나요 (다락원, 1998)

### 소설
- 이보영의 영어 만화 (가나, 2008)

## 출연작

### TV 프로그램
- EBS 《서바이벌 잉글리시》

### 라디오 프로그램
- EBS FM 《귀가 트이는 영어》
- EBS FM 《모닝 스페셜》
- KBS FM 《Yes, I can 생활영어 코너》
- EBS FM 《스타트 잉글리시》
- EBS FM <Easy English>

## 주요 시설
- 이보영의 토킹클럽